# Rehlingbach
Der Rehlingbach, tschechisch Hraniční potok, ist ein Bach, der in Tschechien in Okres Tachov entspringt. Er läuft auf dem Gebiet der Marktgemeinde Waidhaus im Oberpfälzer Landkreis Neustadt an der Waldnaab entlang der Grenze  Bayerns zu Tschechien und mündet nach einem etwa 23 km langen, im Wesentlichen südlichen Lauf auf dem Gebiet der Marktgemeinde Eslarn bei Pfrentschweiher von rechts in den Katharinabach, der den Oberlauf der Pfreimd bildet.

## Name
Da der Rehlingbach in Tschechien entspringt und sein längster Teil die deutsch-tschechische Grenze bildet, trägt er auch einen tschechischen Namen, nämlich Hraniční potok, was auf Deutsch Grenzbach bedeutet.
Sein deutscher Name Rehlingbach wird zu Röhlingbach und Rötlingsbach variiert.
Der Name Rötlingsbach kommt einer Sage nach daher, dass sich das Wasser des Baches bei der Schlacht im Jahr 1621 zwischen dem kaiserlichen Heer unter dem Heerführer Johann T’Serclaes von Tilly und dem pfälzischen Söldnerheer Ernst von Mansfelds während des Dreißigjährigen Krieges vom Blut der Gefallenen rot färbte.
Ein Feld in der Nähe heißt aus demselben Grund Blutacker.

## Geographie

### Verlauf
Die Quellen des Rehlingbaches (Hraniční potok) liegen an der Südseite des 763 Meter hohen Glasberges (Sklářský vrch) im Naturreservat Farské bažiny (Pfarr-Sumpf) auf tschechischem Gebiet.
Von dort bahnt er sich seinen Weg nach Süden.
Dabei nimmt er von rechts und links kommende Bäche auf, die an den Hängen der östlich und westlich gelegenen Berge entspringen.
Auf dem Ostufer des Rehlingbaches befinden sich von Norden nach Süden der Hufnagelberg (Pustý vrch, 745 m), der Kollmer Berg (Chloumek, 730 m), der Liščí vrch (710 m), der Ahornsberg (Javorný vrch, 680 m), der Hammerhang (Hamerský vrch, 605 m).
Auf dem Westufer des Rehlingbaches befinden sich von Norden nach Süden der Maut-Berg (Mýtný vrch, 753 m), der Myslivecký vrch (687 m), das ehemalige Dorf Kollerhütten (Kolerova Huť), der Flussberg (Flusárenský vrch, 687 m), der Vysoký les (690 m).
Weiter fließt der Rehlingbach durch die ehemaligen Orte Neuhütte (Nová Huť) und Fuchsloch (Liščí Díra) durch den oberen und den unteren Grenzweiher (Horní und Dolní Hraniční rybník), durch das ehemalige Dorf Reichenthal (Hraničky), zur deutsch-tschechischen Grenze, die er beim ehemaligen Ernestinen Hammer (Arnoštin Hamr) erreicht. Hier mündet der etwa einen Kilometer westlich noch auf deutschem Gebiet im Mausbrunnen entspringende Myší potok (Mausbach) von rechts in den Rehlingbach.
Von nun an fließt der Rehlingbach direkt auf der Grenzlinie weiter nach Süden.
Er passiert die weiter westlich gelegenen Ortschaften Stöckl und Reichenau.
Zwischen Reichenau und Grafenau mündet von rechts der Forellenbach.
Danach fließt er östlich an Grafenau, Speckermühle, Brunnenhof, dem Schlachtfeld von 1621 und Oberströbl vorbei.
Südlich von Oberströbl unterquert er die Autobahn A6.
In einem Bogen nach Osten umfließt er das Kagererholz.
Südlich davon mündet von rechts der Rotlohbach.
Dann trennt sich der Rehlingbach von der Grenzlinie und mündet bei Pfrentschweiher in den Katharinabach, der den Oberlauf der Pfreimd bildet.
Ab der Mündung des Rehlingbaches in den Katharinabach ändert dieser seinen Namen in Pfreimd.
16,2 Kilometer des insgesamt 22,57 Kilometer langen Baches liegen auf tschechischem Gebiet.

### Einzugsgebiet
Das 42,45 km² große Einzugsgebiet liegt zwischen dem des Raunetbachs, der ebenfalls in die Pfreimd mündet, im Westen und dem der Pfreimd, bzw. ihrem Oberlauf, dem Kateřinský potok, im Norden und Osten. Es befindet sich etwa zur Hälfte auf tschechischem Staatsgebiet.

### Zuflüsse
Vom Ursprung zur Mündung. Auswahl.
- Zufluss vom Pustý vrch, von links etwa einen Kilometer südöstlich der Quelle
- Zufluss vom Myslivecký vrch, von rechts am Fuß des Liščí vrch
- Zufluss vom Jestřábí vrch, von links etwa einen Kilometer nördlich von Nová Huť
- Zufluss vom Popelový vrch (Aschenstein), von rechts bei Nová Huť
- Zufluss vom Vysoký les, von rechts etwa zwei Kilometer südöstlich von Nová Huť
- Myší potok aus dem Mausbrunnen, von rechts etwa einen Kilometer nordwestlich von Stöckl
- Zufluss von den Südhängen des Jestřábí vrch und des Javorný vrch (Ahornberg), von links etwa 300 Meter nordöstlich von Stöckl
- Forellenbach, von rechts nördlich von Grafenau
- Zufluss vom Březový vrch (Hohenbirkenberg), von links etwa 500 Meter östlich von Grafenau
- Zufluss vom Nad Rašelinami (Knoblochsberg), von links etwa 500 Meter östlich von Grafenau
- Zufluss von den Südosthängen des Sulzberges, von rechts etwa zwei Kilometer nordöstlich von Frankenreuth
- Zufluss von V Jamách, von links etwa zwei Kilometer südöstlich von Oberströbl[11]
- Rotlohbach, von rechts etwa drei Kilometer nördlich von Pfrentschweiher
- Zufluss aus der Föhra, von rechts etwa 2,5 Kilometer nördlich von Pfrentschweiher[12]

## Geschichte
Der Rehlingbach war schon im 14. Jahrhundert Grenzbach und seit der Zeit Kaiser Karls IV. Schauplatz von Grenzstreitigkeiten.
Bereits im 14. Jahrhundert gab es am Rehlingbach den Ströbelhammer, der mit Hilfe der Wasserkraft Eisenerz verarbeitete.
Die Namen Neuhütte und Ernestinenhammer deuten ebenfalls auf Eisenverarbeitung hin.
Außer der Eisenverarbeitung gab es auch mehrere Glashütten und Schleif- und Polierwerke für Spiegelglas.
1887 waren die Kollerhütte und Reichenthal Glashütten der jüdischen Glasunternehmerfamilien Kupfer & Glaser. Der Mündungsbereich des Baches lag zwischen 1362 und 1840 im Pfrentschweiher.